# Hyparrhenia
Hyparrhenia là một chi thực vật có hoa trong họ Hòa thảo (Poaceae).

## Loài
Chi Hyparrhenia gồm các loài: